# القلعة (فلم 1938)
القلعة (بالإنجليزية: The Citadel) هو فيلم دراما تم إنتاجه في المملكة المتحدة وصدر في سنة 1938. الفيلم من كتابة آرتشيبالد جوزيف كرونين.

## طاقم التمثيل
- روبرت دونات
- رالف ريتشاردسون
- ريكس هاريسون

## الميزانية والإيرادات
بلغت تكلفة إنتاج الفيلم حوالي 1,012,000 دولار بينما حقق أرباحا تقدر بـ 987,000 (Domestic earnings), 1,611,000 (Foreign earnings) دولار.

### ترشيحات وجوائز
| السنة | الحدث  | الفئة     | النتيجة |
| ----- | ------ | --------- | ------- |
|       | أوسكار | أفضل فيلم | ترشـيـح |

## وصلات خارجية
- مقالات تستعمل روابط فنية بلا صلة مع ويكي بيانات